# Каток имени Адама Ковальского
Каток им. Адама «Роча» Ковальского (пол. Lodowisko im. Adama „Rocha” Kowalskiego, англ. Adam Roch Kowalski Ice Rink) — спортивная арена, расположенная в Кракове (Польша). Домашняя арена хоккейного клуба «Краковия», играющего в польской хоккейной лиге.
Строительство арены началось 1 июля 1959 года, открытие состоялось 18 февраля 1961 года. Вместимость арены — 2514 зрителей. Сооружение названо в честь трёхкратного чемпиона Олимпийских игр (1932, 1936, 1948) Адама Ковальского (1912—1971).

## Спортивные соревнования
- Группа Е Континентального кубка 2021/2022
- Группа F Континентального кубка 2019/2020